# Provincia di Bengasi
Il Commissariato di Bengasi, ufficialmente chiamato Commissariato generale provinciale di Bengasi, venne istituita nel 1934 nella Libia italiana ed era diviso in 3 circondari:
- Bengasi
- Agedabia
- Barce

La popolazione era in gran parte di arabi, con minoranze berbere, sudanesi e ebraiche. Gli italiani si concentravano a Bengasi. Nel dicembre del 1942 venne completamente occupata dall'Armata britannica.La popolazione professava per gran parte l'islamismo sunnita e senussita con la minoranza ebraica e cristiana cattolica.

## Geografia
Comprendeva circa metà della Cirenaica e confinava a sud con il Territorio Militare del Sud, a nord con il Mediterraneo, a ovest col Commissariato di Misurata e a est col Commissariato di Derna. Il territorio era un bassopiano sempre più arido andando verso sud, dove confinava con il Territorio Militare del Sud.

## Fonte
Guida d'Italia del TCI, Possedimenti e colonie, Milano, 1929